# Beyond Desire
Beyond Desire (Brasil: Muito Além do Desejo ) é um thriller de ação estadunidense de 1995 dirigido por Dominique Othenin-Girard e estrelado por William Forsythe e Kari Wuhrer. Foi lançado direto em vídeo, primeiro na Alemanha em 13 de julho de 1995, seguido pelos Estados Unidos em 23 de abril de 1996.

## Sinopse
Ray "Elvis" Patterson (William Forsythe), um ex-presidiário, une forças com uma garota de programa sexy e cara chamada Rita (Kari Wuhrer) para ajudar a limpar seu nome de uma acusação de assassinato 14 anos antes, enquanto um gângster brutal está atrás ele pela localização de algum dinheiro roubado. Ray cumpriu 14 anos na Prisão Estadual de Nevada, após ser injustamente condenado pelo assassinato de sua namorada.
Agora liberado, Ray sai para encontrar o verdadeiro assassino e levá-lo à justiça. Ray e Rita vão juntos para Las Vegas, onde Ray acredita que encontrará as respostas sobre quem é o assassino. Mas nem tudo é o que parece, já que Frank (Leo Rossi), o chefe de Rita, acaba sendo o homem que Ray procura.
Ação e aventura ininterruptas acontecem quando as balas voam e Ray e Frank vão frente a frente pela justiça, o coração de Rita e o dinheiro que sumiu da cena do crime 14 anos atrás.

## Elenco
- William Forsythe como Ray Patterson
- Kari Wuhrer como Rita
- Leo Rossi como Frank Zulla
- Sharon Farrell como Shirley

## Produção
A produção ocorreu em Las Vegas, Nevada. Os locais de filmagem menores incluíram o La Concha Motel, o hotel e cassino Vacation Village e o hotel e cassino Riviera. As cenas também foram filmadas na usina da Represa Hoover.